# Вільярмуерто
Вільярмуерто (ісп. Villarmuerto) — муніципалітет в Іспанії, у складі автономної спільноти Кастилія-і-Леон, у провінції Саламанка. Населення — 43 особи (2010).
Муніципалітет розташований на відстані близько 230 км на захід від Мадрида, 60 км на захід від Саламанки.
На території муніципалітету розташовані такі населені пункти: (дані про населення за 2010 рік)
- Вільяргордо: 21 особа
- Вільярмуерто: 22 особи

## Демографія
Динаміка населення (INE ):

## Зовнішні посилання
- Провінційна рада Саламанки: індекс муніципалітетів [Архівовано 23 квітня 2009 у Wayback Machine.]
- Посилання на Google Maps